# 片平美那
片平 美那（かたひら みな、1999年7月2日 - ）は、日本の女性声優。宮城県出身。オフィスPAC所属を経てフリーランスとなった。声優ユニット「NOW ON AIR」のサブリーダーで、メンバーカラーはオレンジを務めた。

## 来歴
小学校時代に「アニメの世界に入り込みたいな」と思ったのがきっかけで声優を目指すようになったという。
北海道芸術高等学校仙台サテライトキャンパス卒業。
AKB48のようなアイドルも好きで、そのなかでμ'sのようなアーティストが活躍されていたのを目の当たりにして、「歌って踊れる声優」に衝撃を受けたこと、高校時代は演劇を学んでいたが、ある日、母が見つけてきており、「実力試しに受けてみようかな」と思ったのがきっかけで、2016年に、東北新社とCSファミリー劇場による「キミコエ・オーディション」の第1弾オーディションにおいて、約3000人の応募者から6人の合格者のうちの1人となる。合格者6人によって結成された声優ユニット「NOW ON AIR」のメンバーとして活動を始め、片平はサブリーダーを務める。メンバー全員が主要キャラクターとして出演し、本格的な声優デビュー作となった2017年8月25日公開の劇場アニメ『きみの声をとどけたい』では主人公である行合なぎさ役を担当した。
2020年7月22日よりメディアミックス企画『Cheer球部!』で真田歩役を務め、メインキャスト10名による声優ユニット「Qace」のメンバーとしても活動した。
2022年3月末日をもって、オフィスPACを退所。Twitterアカウントを移行。

## 人物
趣味は音楽ゲーム、絵を描くこと。特技はフラフープ。
NOW ON AIRのメンバー内では妹キャラ。

## 出演
太字はメインキャラクター。

### テレビアニメ
- 厨病激発ボーイ（2019年、空良ちゃん[9]）
- 啄木鳥探偵處（2020年、女学生A[10]）
- よふかしのうた（2022年、女子生徒B）
- ユーレイデコ（2022年、女）

### 劇場アニメ
- きみの声をとどけたい（2017年、行合なぎさ[7]）

### ゲーム
- キングダム ハーツIII（2019年）[11]
- プリンセスコネクト!Re:Dive（2020年 - 2021年）[12][13]
- 装甲娘 ミゼレムクライシス（2020年、フレイヤ〈クロサキマリ〉）[14]
- 新すばらしきこのせかい（2021年、ナギ）[15]

### メディアミックス企画
- Cheer球部!（2020年 - 2022年、真田歩[16]）

### 吹き替え

#### 映画
- The Beguiled/ビガイルド 欲望のめざめ（2018年、マリー〈アディソン・リーケ〉）

#### ドラマ
- シドニーとがんばりマックス（英語版）（2019年、オリーブ〈エヴァ・コルカー（英語版）〉[17]）
- アガサ・クリスティー「検察側の証人」（英語版）（2019年）[3]
- ゲット・イーブン 〜タダで済むと思った?〜（英語版）（2020年、ミカ〈エミリー・キャリー〉[18]）
- ブリジャートン家（2020年、ヒヤシンス・ブリジャートン〈フローレンス・ハント〉[19]）

#### アニメ
- シュガー・ラッシュ:オンライン（2018年、ナフィサ[20]）
- 秘密のまほう管理局（2021年）[21]

### 舞台
- アリスインプロジェクト×劇団☆ディアステージ「悪魔inデッドリースクール」（2019年1月16日 - 20日、コフレリオ新宿シアター） - 染谷アズミ 役[22]

### ラジオ
※はインターネット配信。
- あまりあんまり(仮) 番組内企画『あまラジ学園生徒会！』（2020年9月 - 11月、池袋FM※） - 尊良ラミナ 役、キャラクター原案[23]

## ディスコグラフィ

### キャラクターソング
| 発売日         | 商品名                                                                                          | 歌                     | 楽曲                                              | 備考                                 |
| -------------- | ----------------------------------------------------------------------------------------------- | ---------------------- | ------------------------------------------------- | ------------------------------------ |
| 2020年1月22日  | TVアニメ『厨病激発ボーイ』オリジナルサウンドトラック                                            | 空良ちゃん（片平美那） | 「プレシャス・メモリー 〜輝く季節、君との奇跡〜」 | テレビアニメ『厨病激発ボーイ』挿入歌 |
| 2020年11月25日 | HIT&CHEER!                                                                                      | Cheer球部！            | 「HIT&CHEER!」                                    | 『Cheer球部！』関連曲                |
| 2021年3月31日  | ダイヤみたいなGLORY DAYS                                                                        | Qace                   | 「ダイヤみたいなGLORY DAYS」                      | 『Cheer球部！』関連曲                |
| 2021年9月29日  | Power of Voice/輝きはここにある                                                                 | Qace                   | 「Power of Voice」                                | 『Cheer球部！』関連曲                |
| 2021年12月22日 | Cheer球部！ユニットミニアルバム                                                                 | HappyHappyHoney        | 「レジェンダリー・ハッピー☆」                     | 『Cheer球部！』関連曲                |
| 2022年3月30日  | Cheer球部！トップオブダイヤモンド 2nd Battle CD「薄紅のカノン / アーティスティック☆ドリーマー」 | Qace                   | 「薄紅のカノン」                                  | 『Cheer球部！』関連曲                |

### ユニットメンバー
1. 1 2  援川千明（伊藤梨花子）、春原珠希（田中有紀）、水城アリサ（須藤叶希）、古村伊織（飯野美紗子）、川端華（鈴木陽斗実）、長宮小町（神戸光歩）、真田歩（片平美那）、入野沢さくら（岩淵桃音）、山科ほたる（古川未央那）、瑞野磨子（藍本あみ）
2. 1 2  援川千明（伊藤梨花子）、春原珠希（田中有紀）、水城アリサ（須藤叶希）、古村伊織（飯野美紗子）、川端華（戸張琴子）、長宮小町（神戸光歩）、真田歩（片平美那）、入野沢さくら（逢来りん）、山科ほたる（古川未央那）、瑞野磨子（藍本あみ）
3. ↑  真田歩（片平美那）、援川千明（伊藤梨花子）、長宮小町（神戸光歩）、瑞野磨子（藍本あみ）